# الجمعية الصحراوية لضحايا الانتهاكات الجسيمة لحقوق الإنسان
جمعية الصحراوية لضحايا الانتهاكات الجسيمة لحقوق الإنسان المرتكبة من طرف الدولة المغربية أو إختصاراً ASVDH، هي منظمة صحراوية لحقوق الإنسان في المناطق المتنازع عليها في المغرب من الصحراء الغربية (يعتبرها المغرب المقاطعات الجنوبية).

## أهداف
أهدافها هي:
- احترام حقوق الإنسان والدفاع عنها.
- الكشف عن حقيقة الانتهاكات الجسيمة لحقوق الإنسان.
- للعثور على ضحايا الاختفاء القسري مجهولي المصير في المغرب.
- إعادة رفات الصحراويين الذين ماتوا في السجون السرية إلى عائلاتهم.
- الضغط من أجل إطلاق سراح السجناء السياسيين الصحراويين والحق في التعويض المادي والمعنوي وإعادة التأهيل الجسدي للضحايا والأقارب بما يتوافق مع القانون الدولي لحقوق الإنسان والعرف الدولي.
- وضع حد للحصا والحث على مقاضاة مرتكبي الجرائم ضد الإنسانية المتعلقة بالمواطنين الصحراويين.
- حماية المجتمع من الاعتقال التعسفي والاختفاء القسري والتعذيب والقتل، وغير ذلك من أشكال الإهانة والاعتداء على كرامة الإنسان.
- ترسيخ ثقافة الاحترام السلمي لحقوق الإنسان في الصحراء الغربية، على أساس مبادئ الاتفاقيات الدولية لحقوق الإنسان.

## تاريخ
تأسست الجمعية في العيون في 7 مايو 2005 من قبل نشطاء صحراويين، بمن فيهم رئيسها إبراهيم دحان (سجين رأي سابق). على الرغم من امتثال الجمعية للقانون المغربي للجمعيات العمومية، فقد رفضت السلطات المغربية السماح لها بالعمل وتعمل بشكل غير قانوني وبإمكانيات محدودة. تتكون أنشطتها من البحث عن الانتهاكات وتسجيلها من خلال إجراء مقابلات مع ضحايا الاضطهاد ونشر وثائق والصور للمظاهرات وتدخلات الشرطة والتعذيب على الإنترنت.
كانت الجمعية صريحة في دفاعها عن السجناء الصحراويين في مجال حقوق الإنسان ونشطاء الاستقلال، مثل أميناتو حيدر وعلي سالم التامك، الذي قبض عليهما خلال الانتفاضة الصحراوية الثانية، بسبب احتجاجات مايو 2005 في العيون.[بحاجة لمصدر]
ونتيجة لذلك، تعرضت المنظمة للمضايقات وإجراءات الشرطة. وكان الرئيس إبراهيم دحان قد اعتقل في 30 أكتوبر / تشرين الأول 2005 ووجهت إليه تهمة "الانتماء إلى منظمة غير مشروعة"، وقد أدانت منظمة العفو الدولية وغيرها من المنظمات الدولية لحقوق الإنسان التهمة التي دعت من أجل إطلاق سراحه. وكجزء من عفو ملكي عام، أطلق سراحه مع أعضاء آخرين في الجمعية في 22 أبريل 2006.
تقدمت الجمعية بطلب للحصول على اعتراف من الحكومة في عام 2006، وفي العام التالي قضت محكمة بضرورة الاعتراف بالمنظمة من قبل الحكومة، وحصلت على اعتراف الحكومة في 2015، لكن السلطات المغربية تواصل التدخل في مراقبة الجمعية الصحراوية، ووصفتها الحكومة المغربية إنها احدى حركات الاستقلال، وتعمل على تهديد للأمن الإقليمي. حيث أشادت بها بعض المنظمات الدولية أمثال منظمة العفو الدولية، وهيومن رايتس ووتش، ولجنة مجلس النواب للشؤون الخارجية، ولجنة مجلس الشيوخ للعلاقات الخارجية.

## أنظر أيضا
- تاريخ الصحراء الغربية
- حقوق الإنسان في الصحراء الغربية

## روابط خارجية
- الموقع الرسمي
- تقرير أحداث اقتحام وتفكيك مخيم النازحين الصحراويين بأكديم ازيك مخيم أكديم ازيك أسباب النشأة وتداعيات التفكيك (PDF). 4 يناير 2011
- Rapport de l’ASVDH sur le campement de Gdeim Izik et les événements qui ont suivi son démantèlement (PDF), 4 يناير 2011 باللغة الفرنسية
- Informe ASVDH sobre el campamento de Gdeim Izik y los acontecimientos que siguieron a su desmantelamiento Scribd باللغة الإسبانية